# Ińsko (gromada)
Ińsko (do 31 XII 1961 Storkowo) – dawna gromada, czyli najmniejsza jednostka podziału terytorialnego Polskiej Rzeczypospolitej Ludowej w latach 1954–1972.
Gromady, z gromadzkimi radami narodowymi (GRN) jako organami władzy najniższego stopnia na wsi, funkcjonowały od reformy reorganizującej administrację wiejską przeprowadzonej jesienią 1954 do momentu ich zniesienia z dniem 1 stycznia 1973, tym samym wypierając organizację gminną w latach 1954–1972.
Gromadę Ińsko z siedzibą GRN w mieście Ińsku (nie wchodzącym w jej skład) utworzono 1 stycznia 1962 w powiecie stargardzkim w woj. szczecińskim w związku z przeniesieniem siedziby gromady Storkowo ze Storkowa do Ińska i zmianą nazwy jednostki na gromada Ińsko; równocześnie do gromady Ińsko włączono miejscowości Lubomyśl, Kleszcze, Pogórze, Ostrowie, Ostrowitko, Miałka i Ścienne ze zniesionej gromady Kamienny Most w tymże powiecie.
1 stycznia 1969 do gromady Ińsko włączono miejscowości Ciemnik, Czertyń, Dolnik, Górnik, Gronówko i Poradz ze zniesionej gromady Krzemień oraz miejscowości Kozia Góra, Linówko i Powalice ze zniesionej gromady Długie w tymże powiecie.
Gromada przetrwała do końca 1972 roku, czyli do kolejnej reformy gminnej. 1 stycznia 1973 w powiecie stargardzkim utworzono gminę Ińsko